# 182P/LONEOS
182P/LONEOS, aussi nommée LONEOS 6, est une comète périodique du système solaire, découverte le 26 octobre 2001 par le programme LONEOS.